# Kościół św. Franciszka w Ozieri
Kościół pw. św. Franciszka (Ozieri) – dawny kościół klasztorny franciszkanów, obecnie kościół parafialny.

## Historia

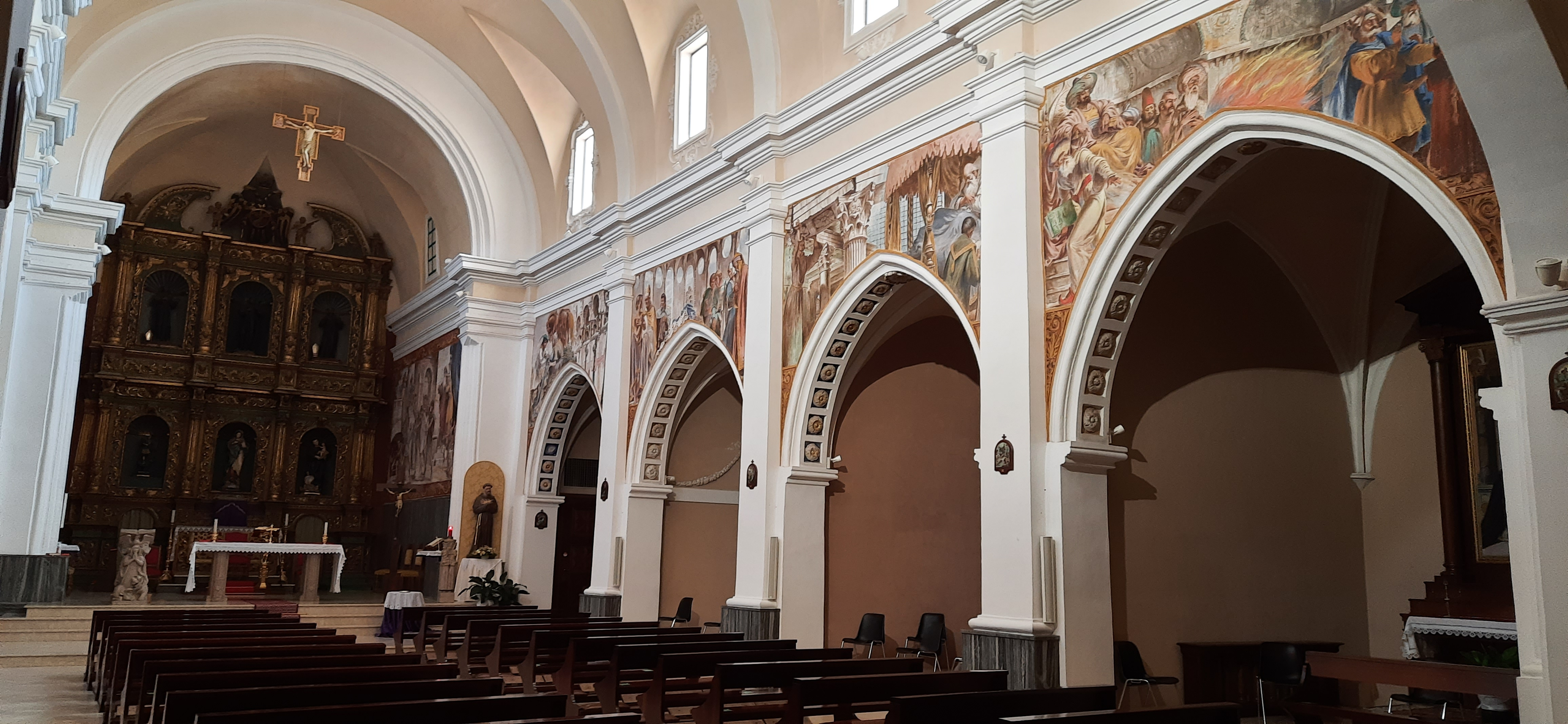
Malowidła Eugeniusza Bardskiego (strona prawa)

W 1470 roku do Ozieri przybył bł. Bernardino da Feltre w celu utworzenia wspólnoty Zakonu Braci Mniejszych (franciszkanie) i wybudowania klasztoru. Dynamiczny rozwój wspólnoty sprawił, że pierwotny budynek okazał się niewystarczający i w 1528 roku podjęto decyzję o budowie całkiem nowego konwentu, którego budowa – z przerwami z powodów ekonomicznych – trwała do 1697 roku. Budynek kościoła klasztornego ukończono w 1571 roku. W 1582 roku w konwencie na stałe przebywało 10 braci i liczba ta stale rosła, osiągając swój szczyt w 1838 roku z liczbą 38 braci. Od 1691 w konwencie działała szkoła filozoficzna oraz seminarium misyjne. Swoje funkcje religijne budynek spełniał do roku 1867, kiedy to został odebrany zakonowi i zmieniony w koszary. Od roku 1936 dawne budynki mieszkalne stały siedzibą szkoły, natomiast kościołowi przywrócono funkcje liturgiczne i od roku 1967 pełni funkcję kościoła parafialnego pw. św. Franciszka z Asyżu.

## Architektura

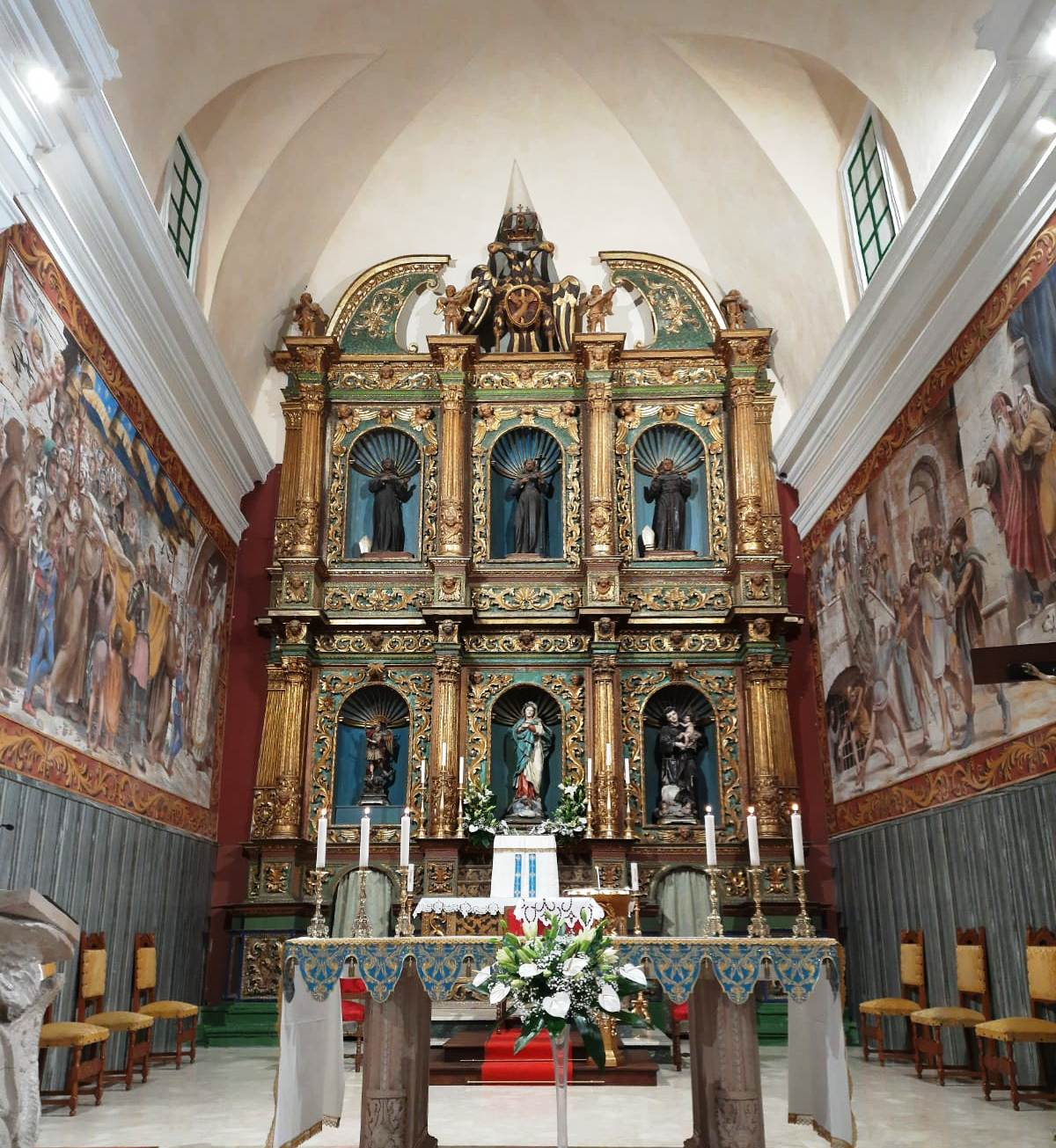
Barokowy ołtarz główny w kościele pw. św. Franciszka w Ozieri

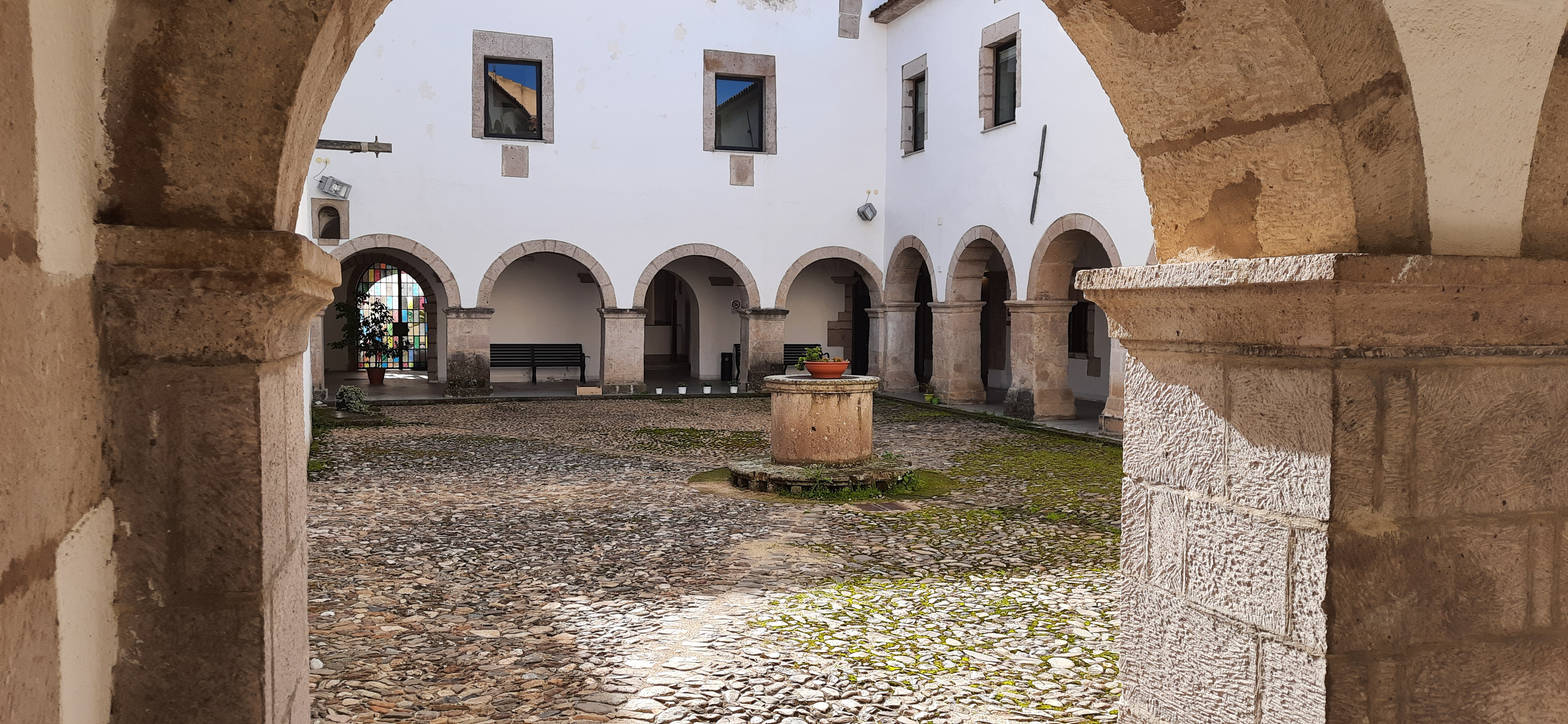
Wirydarz klasztoru

Zabudowania klasztorne, budowane pierwotnie w stylu gotyckim, ostatecznie wybudowano w stylu renesansowym z domieszkami architektury hiszpańskiej, która wówczas sprawowała władzę nad Sardynią. Na szczególną uwagę zasługuje czworoboczny wirydarz otoczony z trzech stron krużgankami, które tworzą podcienia. Innym interesującym miejscem jest kapitularz (obecnie sala konferencyjna) z malowidłami z 1842 roku. Malowidła przedstawiają franciszkańskich świętych oraz alegorię Sztuki i Nauki. Nie zachowała się wysoka dzwonnica zburzona pod koniec XIX wieku, gdy budynek był w rękach wojska (stanowiła potencjalny punkt orientacyjny dla nacierającego na miasto wroga). Najbardziej okazałym budynkiem całego klasztoru jest kościół pod wezwaniem św. Franciszka z Asyżu. Choć bryłę główną kościoła ukończono w roku 1571, a w roku 1575 kościół konsekrowano, to przez kolejne wieki budynek ulegał przebudowom. Obecnie jest to kościół jednonawowy z widocznymi pozostałościami po nawach bocznych, które w XVII w. przedzielono poprzecznymi ścianami, tworząc w ten sposób pięć kaplic bocznych po każdej stronie. W wyposażeniu świątyni najbardziej monumentalnym obiektem jest późnobarokowy (ukończony w 1761 r.), drewniany ołtarz główny bogato złocony i ozdobiony motywami roślinnymi. Należy on do dość często występujących na Sardynii drewnianych ołtarzy z bogatą robotą snycerską. W górnych niszach ołtarzowych znajdują się figury świętych franciszkańskich, w niszach dolnych natomiast Archanioł Michał, św. Antoni, a w centrum Maryja Niepokalanie Poczęta. Freski zdobiące świątynię zostały wykonane w latach 1978–1979 przez Eugenio Bardski (1908-2009), polskiego artystę mieszkającego na stałe w Rzymie. Dziełem tego samego artysty są obrazy olejne przedstawiające św. Józefa z Dzieciątkiem Jezus, Najświętsze Serce Pana Jezusa, św. Pio X, św. Ritę oraz św. Klarę.

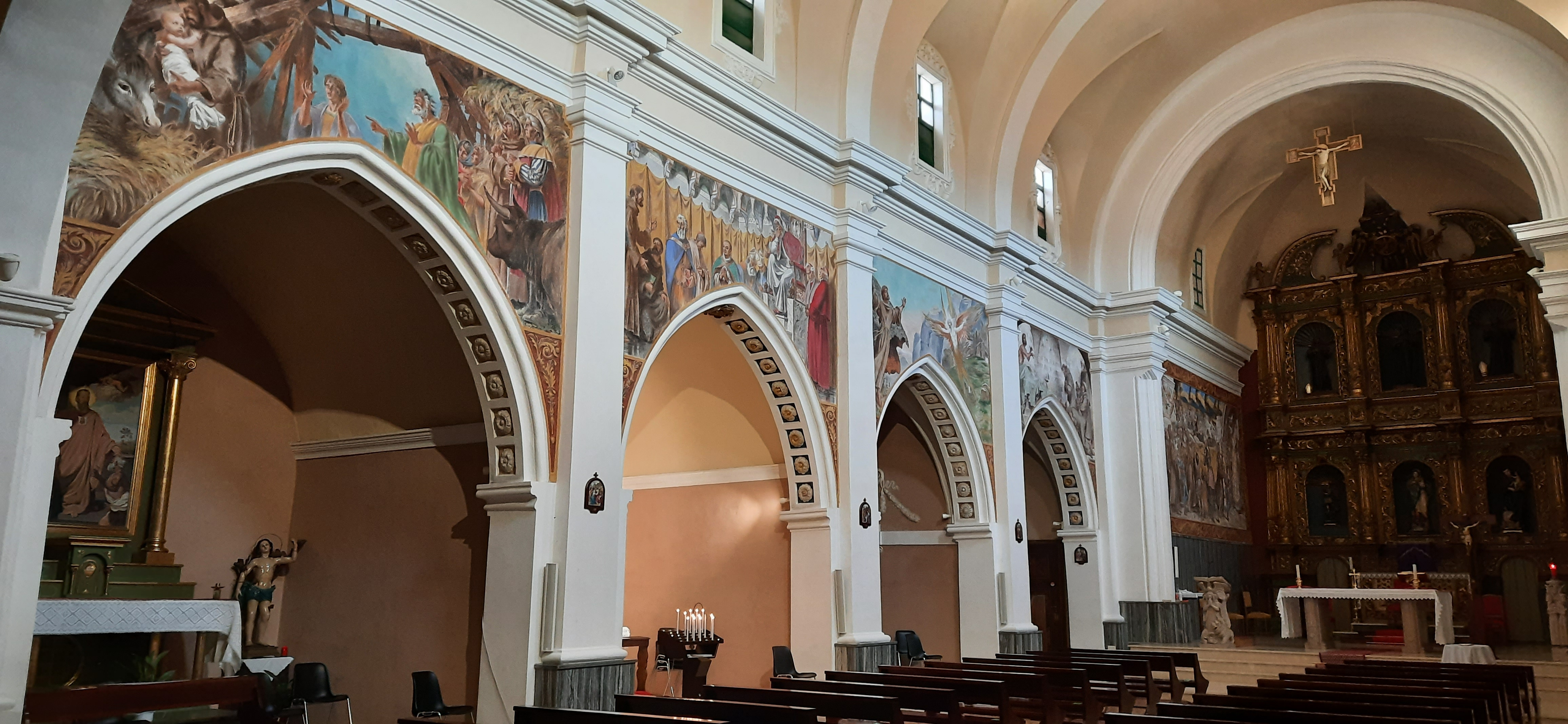
Malowidła Eugeniusza Bardskiego (strona lewa)